# Liker
Liker je alkoholna pijača, izdelana iz destiliranega žganja, ki je aromatizirano z zelišči, sadjem, začimbami, oreščki, ... Likerji morajo vsebovati vsaj 100 g sladkorja na liter in morajo imeti vsaj 15 % volumenski delež alkohola. Praviloma likerji niso starani, odležijo le toliko časa, da dodano sadje, oreščki, zelišča sprostijo svojo aromo v žganje.
V zgodovini so prve likerje pripravljali v Italiji že v 13. stoletju. Likerje so večinoma pripravljali menihi, ki so v žganja namakali zelišča. Eden najstarejših likerjev, imenovan Chartreuse, vsebuje 130 vrst zelišč, koreninic, ... , njegov recept pa skrbno varujejo trije menihi, ki zaradi ohranjanja skrivnosti ne smejo potovati skupaj.
V Sloveniji je osnova za likerje najpogosteje sadno žganje. Med vsemi žganji, ki se jih tradicionalno prideluje v Sloveniji, ima sadno žganje najbolj nevtralen okus in se najbolje dopolnjuje z okusi, dodanimi v liker. Leta 1873 so v Sloveniji odprli prvo podjetje za žganjekuho, imenovano Hutter & Elsbacher (tovarna žganja in likerjev Ptuj). Danes v Sloveniji likerje proizvaja več podjetij: med večje proizvajalce sodita Fructal in Dana, med manjše in butične pa Žganjekuha Kržič in drugi.
V Sloveniji je najbolj priljubljen liker v zadnjih letih borovničevec ali borovničev liker. Tradicionalno je izdelan iz sadnega žganja, kateremu so dodane gozdne borovnice in sladkor. Druge priljubljene sestavine za izdelavo likerjev so tudi:
- sadni likerji: robide, maline, fige, hruške, češnje, ribez, agrumi, ananas, ...
- rastlinski likerji: meta, encija, janež, pelin, ...
- drugi: jajčni liker, čokoladni liker, teranov liker, ...